# Udea phyllostegia
Udea phyllostegia is een vlinder uit de familie van de grasmotten (Crambidae), uit de onderfamilie van de Spilomelinae. De wetenschappelijke naam van deze soort is voor het eerst voorgesteld als Phlyctaenia phyllostegia door Otto Herman Swezey in een publicatie uit 1946.
De soort komt voor in Hawaï.